# 石河陣屋
石河陣屋（いしかわじんや）は、岐阜県羽島郡にあった江戸時代の陣屋。

## 概要
尾張徳川氏の重臣・石川光忠（徳川義直の異父兄弟）によって現在の岐阜県羽島郡駒塚に築塁され、寛文10年（1670年）に完成した（光忠はこの時点で他界している）。堀で囲まれており、10,000石の領主として相応しい陣屋であったという。
築塁主・光忠の家系は陸奥石川氏で、父・光元は播磨龍野城主であったが、関ヶ原の戦いで西軍に組し改易された。
築塁当時の姓は石川であり、石河と改称するのは光忠の曾孫・石河正章の代からである。
光忠は母・お亀の方と共に尾張徳川氏に家老として仕え、美濃国・摂津国に合計10,000石を領していた。
現在は耕作地となっており、遺構はほとんど失われている。